# Crematogaster rothneyi
Crematogaster rothneyi är en myrart som beskrevs av Mayr 1879. Crematogaster rothneyi ingår i släktet Crematogaster och familjen myror.

## Underarter
Arten delas in i följande underarter:
- C. r. civa
- C. r. haputalensis
- C. r. rothneyi